# Baschar al-Assad

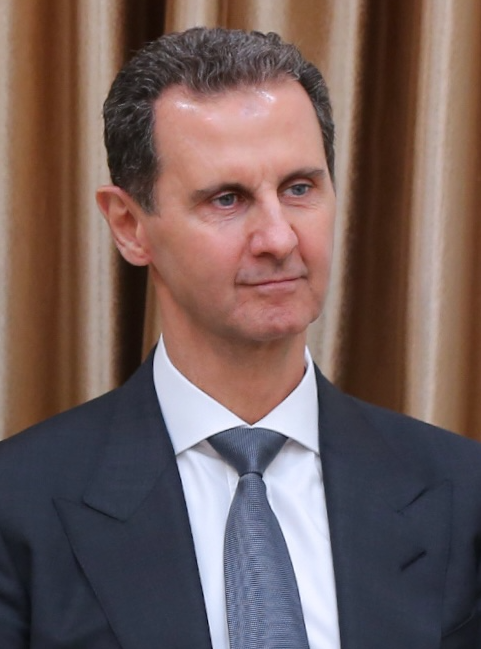
Baschar al-Assad (2024)
Unterschrift al-Assads

Baschar Hafiz al-Assad (arabisch بشار حافظ الأسد, DMG Baššār Ḥāfiẓ al-Asad; * 11. September 1965 in Damaskus) ist ein ehemaliger syrischer Politiker, der von 2000 bis 2024 Staatspräsident Syriens war und das Land diktatorisch regierte. Er trat als Nachfolger seines Vaters Hafiz al-Assad die Ämter des Generalsekretärs der Baath-Partei und des Staatspräsidenten Syriens an, verdankte seine politische Legitimität also hauptsächlich ihm. Nachdem er bei seiner Machtübernahme von vielen Staaten zunächst als potenzieller Reformer angesehen worden war, forderten die Vereinigten Staaten und die Europäische Union im Jahr 2011 seinen Rücktritt, weil er militärisch gegen Demonstranten des Arabischen Frühlings in Syrien vorgegangen war. Mit der Unterdrückung der zunächst friedlichen Proteste lieferte er den Auslöser für den Bürgerkrieg in Syrien. Während dieses Konflikts autorisierte Baschar al-Assad nach Ansicht der Hohen Kommissarin der Vereinten Nationen für Menschenrechte Kriegsverbrechen. Er setzte die Streitkräfte Syriens ohne Rücksicht auf die Zivilbevölkerung im Inland ein. Unter der Herrschaft Hafiz al-Assads und seiner Familie sind systematische Entführungen, Morde und Folter durch die Streitkräfte, den syrischen Nachrichtendienst und den militärischen Geheimdienst belegt. Sein Regime zerfiel Anfang Dezember 2024; er floh daraufhin nach Russland und ließ dort seinen Rücktritt bekanntgeben.

## Leben

### Kindheit
Baschar al-Assad wurde 1965 als Sohn des Offiziers Hafiz al-Assad (1930–2000) und dessen Ehefrau Anisa Machluf (1930–2016) geboren. Seine Familie gehört der religiösen Minderheit der Alawiten an. Im Jahr 1963 beteiligte sich sein Vater an einem Staatsstreich, stieg zum Luftwaffenchef und 1966 zum Verteidigungsminister auf. Im November 1970 wurde er dann Premierminister und im April 1971 Staatspräsident Syriens. Er regierte das Land diktatorisch bis zu seinem Tod im Jahr 2000, regelte aber noch zuvor seine Nachfolge in Person von Baschar al-Assad.
Über Baschar al-Assads Kindheit und Jugend ist wenig bekannt. Anders als sein älterer Bruder Basil al-Assad wurde Baschar vor Basils Tod im Jahr 1994 nicht öffentlich im Rahmen des Personenkults um seinen Vater als dessen Nachfolger präsentiert.
Die Beziehung zwischen Baschar und seinem Vater wird als „distanziert“ beschrieben. In öffentlichen und privaten Äußerungen bezeichnete Baschar ihn selten als seinen Vater, sondern sprach meist vom „Präsidenten Hafiz al-Assad“.

### Jugend, Ausbildung und Beruf
Assad besuchte die Schule in den ersten Jahren des Regimes der Baath-Partei. Die Schulbücher dieser Ära zeichneten ein eher einseitiges Geschichtsbild aus guten und edlen Arabern auf der einen Seite und bösen und verschwörerischen Kolonialmächten und Juden auf der anderen.
Assad erhielt keine militärische Ausbildung, bevor er in den 1980er Jahren in Damaskus ein Studium der Medizin aufnahm. Er führte sein Studium nach einiger Zeit in London fort und durchlief im Western Eye Hospital eine Ausbildung zum Augenarzt. In dieser Zeit lernte er seine spätere Ehefrau, die Finanzanalystin Asma (Emma) Fauaz al-Akhras, kennen, eine in Großbritannien geborene Syrerin aus einer Familie wohlhabender Sunniten.
Neben seinem medizinischen Interesse gilt Assad auch als technisch begabt und entwickelte eine besondere Vorliebe für Computer. Mit Unterstützung seines Bruders Basil gründete er 1989 die Syrian Computer Society (SCS) und wurde deren Präsident. Die SCS machte sich die Verbreitung von Informationstechnik in Syrien zur Aufgabe und diente nach Assads Machtübernahme als wichtige Kaderschmiede. Die gesamte Art und Weise seiner Ausbildung deutet darauf hin, dass Assad von seinem Vater ursprünglich nicht für ein Regierungsamt vorgesehen war.

### Aufbau zum Nachfolger seines Vaters (1994 bis 2000)
Am 21. Januar 1994 starb sein Bruder Basil bei einem Autounfall in Beirut. Ursprünglich war Basil als ältester Sohn von Hafiz al-Assad als sein Nachfolger vorgesehen worden. Baschar al-Assad, der bis dahin der syrischen Öffentlichkeit weitgehend unbekannt war, kehrte dann eher unfreiwillig aus London, wo er als Augenarzt praktizieren wollte, nach Syrien zurück und wurde in den folgenden Jahren zum Nachfolger seines Vaters aufgebaut. 1994 absolvierte er einen Schnellkurs zum Panzerkommandanten. Seine militärische Ausbildung war vor allem symbolischer Natur, und Assad war in militärischen Fragen in größerem Maß auf seine Berater angewiesen als sein Vater, der selbst Offizier gewesen war.
Dennoch stieg Assad im Laufe weniger Jahre in der militärischen Hierarchie seines Landes auf. Er wurde Kommandant der Präsidentengarde und war diplomatisch tätig. Gleichzeitig galt er als gebildeter und sanfter „Reformer“, unter anderem, weil er eine Antikorruptionskampagne einleitete und vorsichtige Schritte unternahm, die konstruktive Kritik innerhalb des Verwaltungsapparates ermöglichen sollten. 1999 beteiligte sich Assad daran, Anhänger seines Onkels Rifa'at al-Assad ins Gefängnis zu bringen.

### Staatspräsident
Kurz nach dem Tod seines Vaters am 10. Juni 2000 wurde die Verfassung der Republik Syrien geändert und das Mindestalter für den Zugang zum Präsidentenamt von 40 auf 34 Jahre gesenkt, damit Baschar al-Assad die Nachfolge seines Vaters antreten konnte. Am 18. Juni wurde er von der Baath-Partei einstimmig zum Generalsekretär und Präsidentschaftskandidaten gewählt. Zugleich wurde er zum General befördert und zum Oberkommandierenden der syrischen Streitkräfte ernannt. Am 10. Juli 2000 wurde er in einem Volksreferendum mit 97,3 % der Stimmen zum Präsidenten gewählt und am 17. Juli in diesem Amt vereidigt.

#### Erste Amtszeit und zweite Amtszeit bis zum Bürgerkrieg (2000–2011)

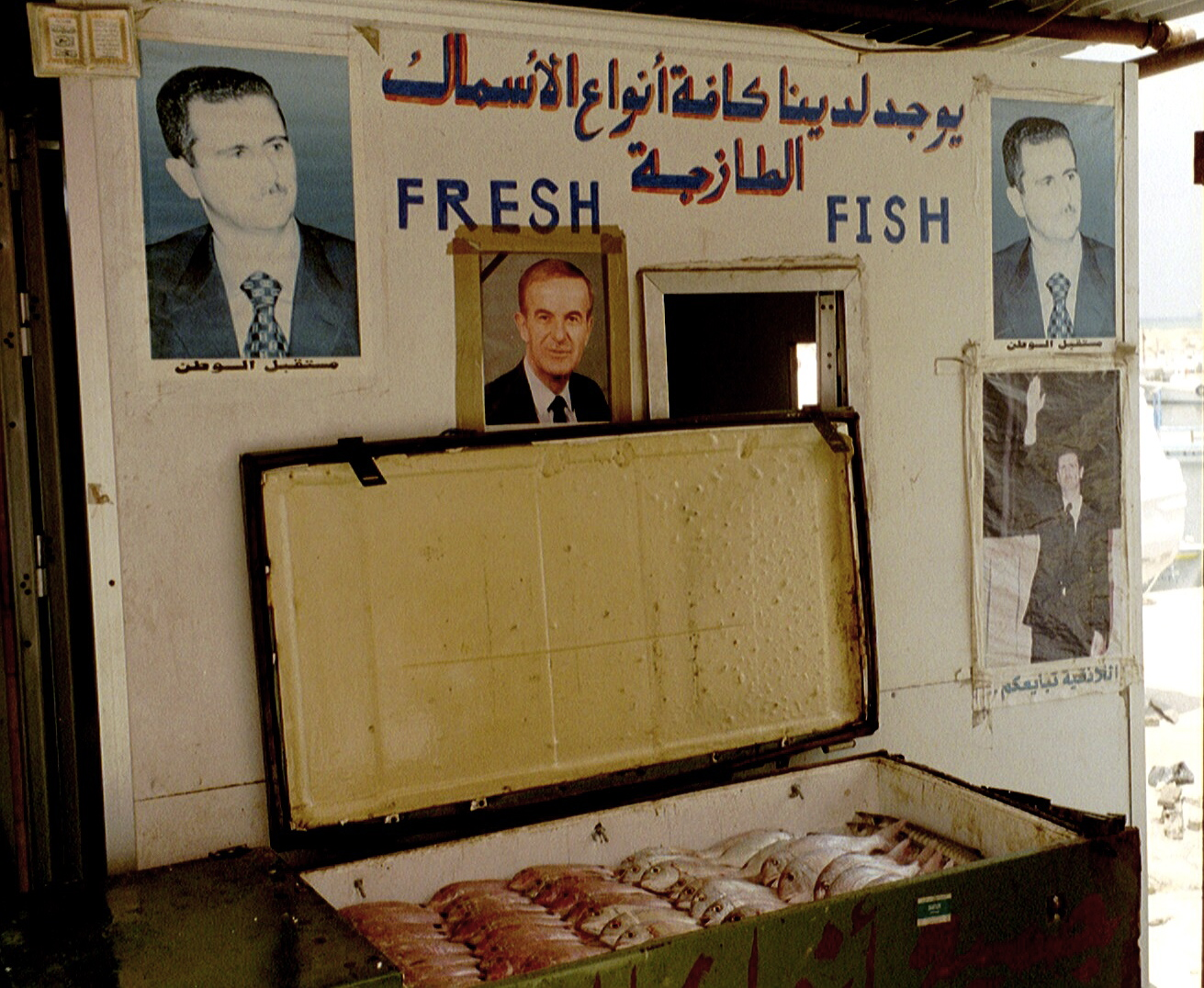
Fischverkaufsstand mit einem Foto von Hafiz al-Assad in der Mitte und drei von Baschar al-Assad seitlich. Tartus, 2001.

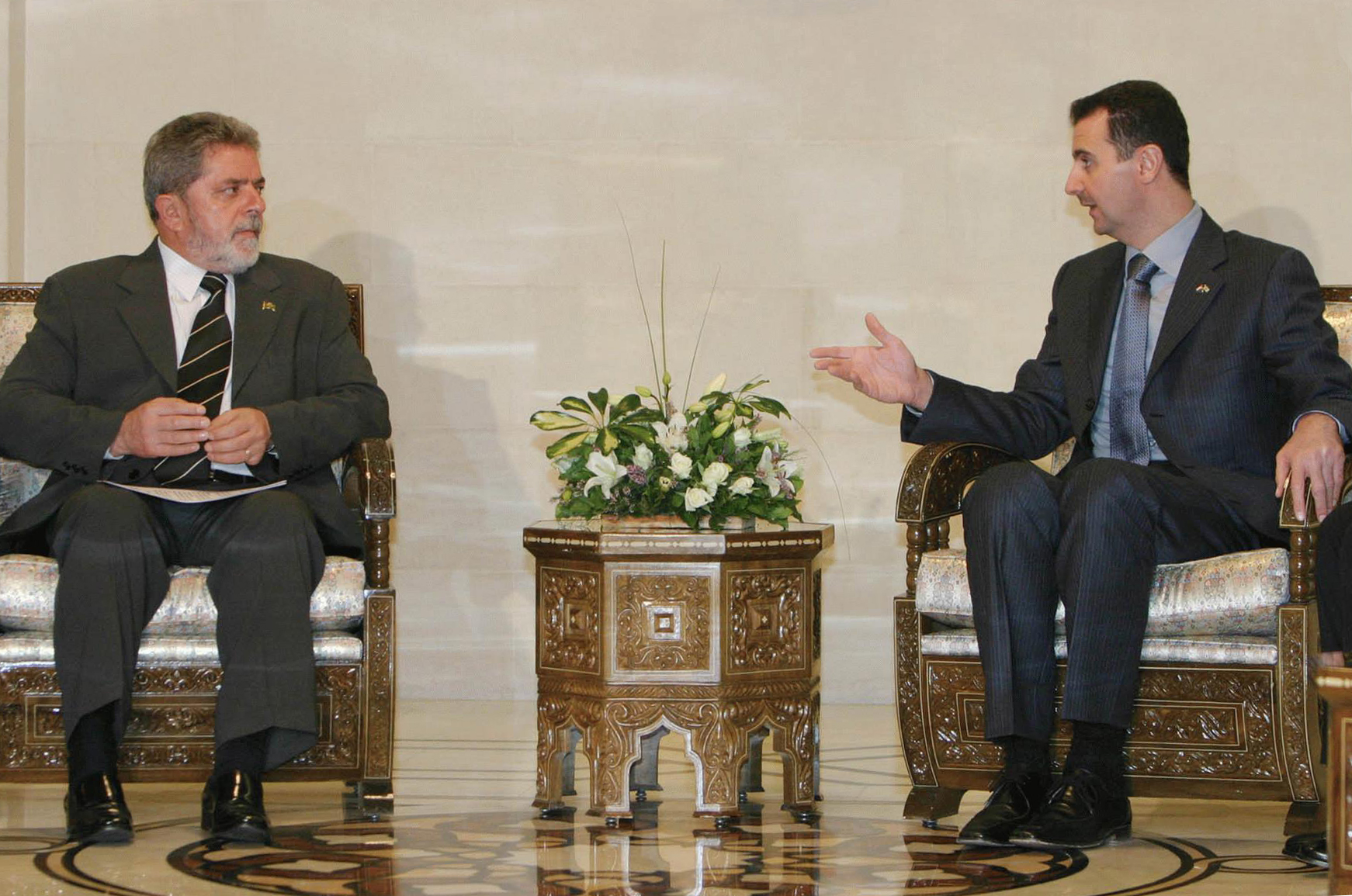
Assad empfängt den brasilianischen Präsident Lula da Silva in Damaskus, Dezember 2003.

Nach 29 Jahren Herrschaft seines Vaters bestand in Syrien die Hoffnung auf Reformen. Assad versuchte, insbesondere die Wirtschaft des Landes zu liberalisieren und für ausländische Investitionen zu öffnen, während die politische Macht eng kontrolliert blieb. Im Ausland, besonders im Westen, wurde diese Öffnung wohlwollend aufgenommen. Für die syrischen Intellektuellen begann Anfang 2001 eine Zeit ungekannter Redefreiheit, die als Damaszener Frühling bekannt wurde. Die Forderung nach demokratischen Reformen breitete sich unerwartet schnell aus, und dem Damaszener Frühling folgte bald ein „Damaszener Winter“, während dessen die neu gewonnenen Freiheiten eingeschränkt wurden.
Eine größere Zahl Intellektueller und parlamentarischer Hinterbänkler kam nach Schauprozessen in Haft, was in Syrien eine relative Mäßigung darstellte, da Kritiker zu Zeiten Hafiz al-Assads meist spurlos verschwanden. Sowohl bei Syrern als auch bei westlichen Beobachtern herrschte anfangs die Deutung vor, dass Assad grundsätzlich reformwillig sei, aber von einer „alten Garde“ aus ehemaligen Kampfgefährten seines Vaters im Militär an einschneidenden Liberalisierungen gehindert worden sei. Mittlerweile sind sich Forscher und syrische Oppositionelle jedoch einig, dass die Entscheidung zur Rücknahme des Reformprozesses im Kern auf Assad selbst zurückging, aus Sorge um die Stabilität des Regimes. Deutlich werde dies auch dadurch, dass Assad die Mitglieder der „alten Garde“ in den ersten fünf Jahren seiner Herrschaft aus ihren Positionen entfernt habe.
Fast gleichzeitig mit der Rücknahme bürgerlicher Freiheiten begann Assad, die Baath-Partei zu verjüngen und mit neuer Bedeutung zu versehen. Statt eine echte zivilgesellschaftliche Debatte zuzulassen, sollten Anregungen und Kritik nun innerhalb der Partei erarbeitet und formuliert werden. Ein wichtiges Reservoir für junge Parteikader stellte dabei die Syrian Computer Society dar.
Im Juli 2001 besuchte Assad als erstes syrisches Staatsoberhaupt die Bundesrepublik Deutschland und traf sich mit Bundeskanzler Gerhard Schröder. Die Beziehungen Syriens zu den USA verschlechterten sich aufgrund der eingeschränkten Kooperation Assads nach den Terroranschlägen am 11. September 2001, des Widerstands gegen den Irakkrieg und der Besorgnis über die Einmischung Syriens in libanesische Angelegenheiten, der Unterbringung palästinensischer Ablehnungsgruppen, Menschenrechtsfragen und des angeblichen Strebens nach Massenvernichtungswaffen. Nach der Invasion und Besetzung des Iraks durch die USA im Jahr 2003 verschlechterten sich die Beziehungen massiv. 2003 und 2004 verhängte US-Präsident George W. Bush Sanktionen gegen Syrien.
Im Januar 2005 besuchte Assad erstmals Russland und traf sich mit dem russischen Präsidenten Wladimir Putin, um die langjährige Freundschaft und Zusammenarbeit zwischen ihren Ländern zu betonen. Es wurden sechs Abkommen unterzeichnet, die verschiedene Bereiche wie Öl, Transport und Wirtschaft betrafen. Die Gespräche endeten mit der Unterzeichnung einer gemeinsamen Erklärung zur weiteren Vertiefung der bilateralen Beziehungen. Nach der Ermordung des libanesischen Premierministers Rafiq al-Hariri im Februar 2005, für die u. a. das Assad-Regime mitverantwortlich gemacht wurde, und friedlichen Protesten im Libanon nahm der internationale Druck auf Assad zu, der sich schließlich gezwungen sah, alle syrischen Soldaten aus dem Libanon abzuziehen. Damit endete die syrische Besetzung des Libanon. Nach Ende des Libanonkriegs 2006 sprach Assad in einer Rede am 15. August 2006 von einem „siegreichen Widerstand“ der Hisbollah im Libanon und bezeichnete Israel als einen „Feind“, mit dem es keinen Frieden gebe. Der damalige deutsche Außenminister, Frank-Walter Steinmeier, der im Nahost-Konflikt vermitteln wollte, sagte daraufhin kurzfristig einen Besuch in Syrien ab. 
Am 27. Mai 2007 wurde Assad in einem Referendum ohne Gegenkandidaten (Präsidentschaftswahl in Syrien 2007) nach offiziellen Angaben mit mehr als 97 Prozent der abgegebenen Stimmen in seinem Amt bestätigt und damit für eine weitere siebenjährige Amtszeit gewählt.

#### Bürgerkrieg in Syrien, seit 2011

##### Während der zweiten Amtszeit, 2011–2014
Am 31. Januar 2011 äußerte sich Assad im Rahmen eines seiner seltenen Interviews mit westlichen Medien im Wall Street Journal zu den Protesten in Ägypten und forderte ein Umdenken unter den arabischen Machthabern hin zu mehr Liberalität. Er bekräftigte dabei schon früher vorgetragene Thesen von der Rückständigkeit Syriens bezüglich des zivilgesellschaftlichen Diskurses und verteidigte die Zurückhaltung seiner Regierung gegenüber vollen demokratischen Rechten für sein Volk. Gleichzeitig konstatierte er, dass ein Übergreifen des Arabischen Frühlings auf Syrien aufgrund der dort anderen Verhältnisse unwahrscheinlich sei.
Dennoch griffen die Proteste Mitte März 2011 auf Syrien über und wurden von Sicherheitskräften mit zunehmender Gewalt beantwortet. Im Mai 2011 verhängten die EU-Kommission sowie die arabische Liga wegen des gewaltsamen Vorgehens gegen Zivilisten gegen Assad, seine Ehefrau und weitere Angehörige wirtschaftliche Sanktionen.
Der UN-Sicherheitsrat verurteilte in einer Erklärung vom 3. August 2011 Menschenrechtsverletzungen und den Einsatz von Gewalt gegen Zivilisten,
und die Vereinigten Staaten und die Europäische Union forderten Assads Rücktritt.
Auch die Mehrheit der Mitglieder der Arabischen Liga rief ihn zum Rücktritt auf.
Anderthalb Monate nach der mehrmals verschobenen Parlamentswahl in Syrien 2012 ernannte Assad eine neue Regierung, in die er fast ausschließlich loyale Parteigenossen und alte Gefolgsleute als Minister berief. Am 9. August 2012 ernannte Assad den bisherigen Gesundheitsminister Wael al-Halki zum Regierungschef.

##### Kriegsverbrechen, Menschenrechtsverletzungen und Todesopfer
Im Dezember 2011 sah die UN-Hochkommissarin für Menschenrechte, Navi Pillay, Syrien an der Schwelle zum Bürgerkrieg. Bis Januar 2014 starben laut der UNO im Rahmen der Kämpfe über 100.000 Menschen.
Zudem wurde Pillay zufolge eine „gewaltige Anzahl“ von Menschen in Lagern gefoltert. Sie empfahl daher, den Internationalen Strafgerichtshof anzurufen.
Am 21. August 2013 verübten die syrischen Streitkräfte Giftgasangriffe in der Region Ghuta. Dabei wurden nach unterschiedlichen Angaben zwischen 281 und 1729 Menschen getötet. Im Dezember 2013 erklärte Pillay, die UN-Untersuchungskommission zu Syrien habe Beweise dafür gefunden, dass Assad Kriegsverbrechen autorisiert habe.
Die Vereinten Nationen gaben das Zählen der Todesopfer im Januar 2014 auf.
Im Juni 2014 wurde dem Internationalen Strafgerichtshof vom ehemaligen Chefankläger des Sondergerichtshofs für Sierra Leone und dessen Syria Accountability Project eine Liste von Beschuldigten übergeben, die gegen das Rom-Statut des Internationalen Strafgerichtshofs verstoßen haben sollen, darunter Baschar al-Assad.
Im Juli 2011 gaben Riad al-Asaad und andere ehemalige Offiziere der syrischen Armee die Gründung der Freien Syrischen Armee bekannt, die sich vor allem aus desertierten Soldaten zusammensetzte. Durch sie kam es zu zahlreichen Angriffen auf staatliche Sicherheitskräfte; die Menschenrechtsorganisation Human Rights Watch berichtete zudem von Entführungen, Folter und Tötungen.
Im November 2015 veröffentlichte Amnesty International einen Bericht, in dem es hieß, dass Assads Regierung systematisch Gegner „verschwinden“ lasse. Das Syrian Network for Human Rights dokumentierte die Namen von insgesamt 65.116 Personen, zum größten Teil Zivilisten, die zwischen März 2011 und August 2015 verschwunden waren und über deren Verbleib seither in vielen Fällen nichts bekannt ist. Im März 2015 erhielt Human Rights Watch insgesamt 53.275 Fotos eines geflüchteten forensischen Fotografen mit dem Codenamen Caesar, der im Auftrag der syrischen Militärpolizei Fotos von im Gewahrsam der Regierung umgekommenen Personen, aber auch von zahlreichen getöteten Angehörigen der syrischen Streitkräfte angefertigt hatte. 28.707 Fotografien ließen sich insgesamt 6.786 Personen zuordnen, die von syrischen Sicherheitsbehörden verhaftet und in ihrer Haft (bspw. im Gefängnis Saidnaya) gestorben oder ermordet worden waren. In Frankreich begannen dazu 2015 Ermittlungen der Pariser Staatsanwaltschaft. Im Oktober 2019 erhob der deutsche Generalbundesanwalt unter Anwendung des Weltrechtsprinzips Anklage gegen zwei mutmaßliche frühere Mitarbeiter des syrischen Geheimdienstes, denen er Verbrechen gegen die Menschlichkeit, 58-fachen Mord, Vergewaltigung und sexuelle Nötigung bzw. Beihilfe zu Verbrechen gegen die Menschlichkeit vorwarf. Der Prozess vor dem Oberlandesgericht Koblenz begann im April 2020. Als Beweismittel dienten auch Aufnahmen des Fotografen Caesar. Dem Syrian Network for Human Rights (SNHR) zufolge stieg 2018 die Zahl der durch Inhaftierung Verschwundenen auf etwa 82.000 sowie die der bestätigten Foltertoten auf 14.000. Physicians for Human Rights sprachen in ihrem Jahresbericht 2014 davon, dass Ärzte, Krankenschwestern und anderes medizinisches Personal ebenso wie medizinische Einrichtungen bevorzugtes Angriffsziel der syrischen Regierungsstreitkräfte seien. Nach dem Giftgasangriff von Chan Schaichun im April 2017 kam die Organisation für das Verbot chemischer Waffen mit der UN zu dem Schluss, dass Assads Regierung dafür verantwortlich war.

##### Dritte Amtszeit, 2014–2021
Im Juni 2014 gewann Assad mit nach offiziellen Angaben 88,7 Prozent der abgegebenen Stimmen die Präsidentenwahl in Syrien. UN, EU und USA kritisierten die Wahl während des anhaltenden Bürgerkriegs und bezeichneten sie als „Farce“. Einige Staaten, darunter Deutschland und Frankreich, verboten es, vom Ausland aus in einer syrischen Botschaft an der Wahl teilzunehmen. Assads Verbündete erklärten, die Wahlen seien „frei und fair“ gewesen und nach demokratischen Prinzipien verlaufen.
Nachdem die Niederlage der syrischen Regierung unter Assad von Beobachtern zunächst für unabwendbar gehalten worden war, stabilisierte sich das Regime mit fortschreitendem Kriegsverlauf, und es gelang den regierungstreuen Truppen im Dezember 2016, gestützt auf iranische Milizen, die russische Luftwaffe und russische Kommandoeinheiten, die bedeutendste Rebellenhochburg, Ost-Aleppo, zu erobern.
In einem Aufsatz in Politico zog im Dezember 2016 der Analytiker Barak Barfi den Schluss, dass Assad zwar einen gnadenlosen Kampf gegen die Aufständischen geführt habe, der bis zu 430.000 Tote gefordert, die Hälfte der syrischen Bevölkerung vertrieben und weite Teile der größeren Städte verwüstet habe, es ihm jedoch gelungen sei, die Unterstützung eines bedeutenden Teils seiner Bürger zu behalten, indem er es ihnen ermöglichte, einen Rest Normalität zu wahren. Zu dieser Fassade zählte er neben einer funktionierenden Verwaltung und der Zahlung der Gehälter an Staatsbedienstete in Rebellengebieten auch, dass Assad nie das Mobilfunknetz abschalten ließ, obwohl es auch von seinen Gegnern benutzt wurde.
Im Jahr 2018 herrschte Baschar al-Assad über ein Land, in dem 6,2 Millionen Binnenflüchtlinge lebten. Weitere 6,7 Millionen Syrer waren ins Ausland geflüchtet. UNICEF schätzte 2021 die Zahl aller Todesopfer durch den syrischen Bürgerkrieg auf etwa eine halbe Million.

##### Vierte Amtszeit, 2021–2024
Bei der als Scheinwahl eingestuften Präsidentschaftswahl im Mai 2021, die während der COVID-19-Pandemie abgehalten wurde, wurde Assad nach offiziellen Angaben mit 95,1 Prozent der Stimmen wiedergewählt.

Laut Insidern und Experten, unter anderem dem Middle East Institute, hatte die Assad-Administration „Syrien in einen Narco-Staat verwandelt“; das infolge des Bürgerkriegs international relativ isolierte und durch den Westen sanktionierte Assad-Regime sei sehr von der Produktion und dem Export der billigen illegalen Aufputschdroge Captagon abhängig, um Devisen für den Staatshaushalt einzunehmen und den Sicherheitsapparat und damit den Machterhalt Assads zu finanzieren. Ganze Divisionen der syrischen Armee seien nur mit der Produktion und dem Transport der Tabletten beschäftigt. Mahir al-Assad, Baschar al-Assads Bruder, sei im Assad-Regime für den Drogenhandel zuständig. Dieses stütze sich dabei auch „auf ein Netzwerk von Günstlingen und eine Gruppe von Warlords“. Ohne Wiederaufbau und wirtschaftliches Wachstum gelang es dem Machtapparat immer weniger, Beamten ein für das Überleben ausreichendes Gehalt zu zahlen. US-Forschern zufolge trug der Captagon-Handel im Jahr 2021 etwa 5,1 Milliarden Euro zum syrischen Inlandsprodukt bei, 2017 waren es noch 1,6 Milliarden Euro gewesen. Der Schmuggel in andere Länder der Region und nach Europa sorgte für Kritik aus den Golfstaaten, wo immer mehr Menschen von dem günstigen Aufputschmittel abhängig wurden.

Assad empfängt den iranischen Präsidenten Ebrahim Raisi in Damaskus, Mai 2023.

Im März 2022 reiste Assad zur Stärkung der bilateralen Beziehungen in die Vereinigten Arabischen Emirate und absolvierte somit erstmals seit 2011 eine Auslandsreise in ein arabisches Land. Ende desselben Jahres begann auch die türkische Regierung von Recep Erdoğan, sich um eine Kooperation mit Assads Regierung zu bemühen. Im Mai 2023 nahm die Arabische Liga Syrien nach zwölfjähriger Suspendierung als Mitglied wieder auf.
Assads Regime kontrollierte zuletzt etwa zwei Drittel des syrischen Staatsgebiets, jenen Teil, der weder zur Enklave islamistischer Rebellen im Gouvernement Idlib noch zum Kurdischen Autonomiegebiet in Rojava zählt. Ebenfalls nicht kontrollieren konnte Baschar al-Assad vereinzelte von türkischen und US-amerikanischen Streitkräften besetzte Grenzgebiete sowie einzelne kleinere Gebiete, die vom Islamischen Staat beherrscht wurden.
Assads Einflussgebiet und sein Machterhalt wurden im Wesentlichen durch die Präsenz russischer Streitkräfte und iranischer Milizen gesichert. Assad herrschte im Jahr 2023 über ein Land, in dem aufgrund des Bürgerkriegs 90 % der Bevölkerung in Armut lebten. Die kollabierte Wirtschaft wurde vom Schwarzmarkt, Schmuggel, Korruption und Drogenhandel, in die Assads Vertraute involviert waren, bestimmt. Eine zuverlässige Stromversorgung und funktionierende Infrastruktur waren nicht mehr gegeben. An einem Teil der ausländischen Hilfsgüter, die nach dem Erdbeben in der Türkei und Syrien 2023 im Land eintrafen, bereicherten sich Assad und seine Vertrauten.
Im Verlauf des Bürgerkriegs versuchte der türkische Staatspräsident Recep Erdoğan, Baschar al-Assad zu Verhandlungen mit syrischen Oppositionsbündnissen zu bewegen, damit die 3,2 Millionen syrischen Flüchtlinge in der Türkei in ihre Heimat zurückkehren könnten. Auch wollte Erdoğan, dass die syrischen Kurden im Norden Syriens auf die Ostseite des Euphrat gedrängt würden. Die türkische Regierung betrachtet die Autonome Administration von Nord- und Ostsyrien (Westkurdistan) als Bedrohung für die nationale Sicherheit der Türkei und versucht zu verhindern, dass die Arbeiterpartei Kurdistans (PKK) über ihren syrischen Ableger PYD/YPG einen Staat an der Grenze zur Türkei errichtet. Baschar al-Assad war jedoch auch nach mehrmonatigen bi- und multilateralen Beratungen im Jahr 2024 zu keinerlei Konzessionen an die Türkei oder an die von der Türkei unterstützte syrische Opposition bereit, und es erfolgte keine Einigung. Ein Treffen mit Erdoğan auf dem arabisch-islamischen Gipfeltreffen Mitte November 2024 in Saudi-Arabien lehnte Assad trotz Bitten des Gastgebers, des Kronprinzen Mohammed bin Salman, ab.
Die ausländischen Mächte, die sein Regime während des Bürgerkriegs gestützt hatten, waren in seiner vierten Amtszeit selbst angeschlagen: Die libanesische Hisbollah wurde ab September 2024 im Krieg mit Israel stark dezimiert, der Iran musste ebenfalls mehrere schwere Militärschläge gegen seine Militärführung in Syrien durch Israel hinnehmen und das russische Militär war bzw. ist mit Truppen und Gerät im Krieg gegen die Ukraine gebunden.

##### Entmachtung und Flucht 2024

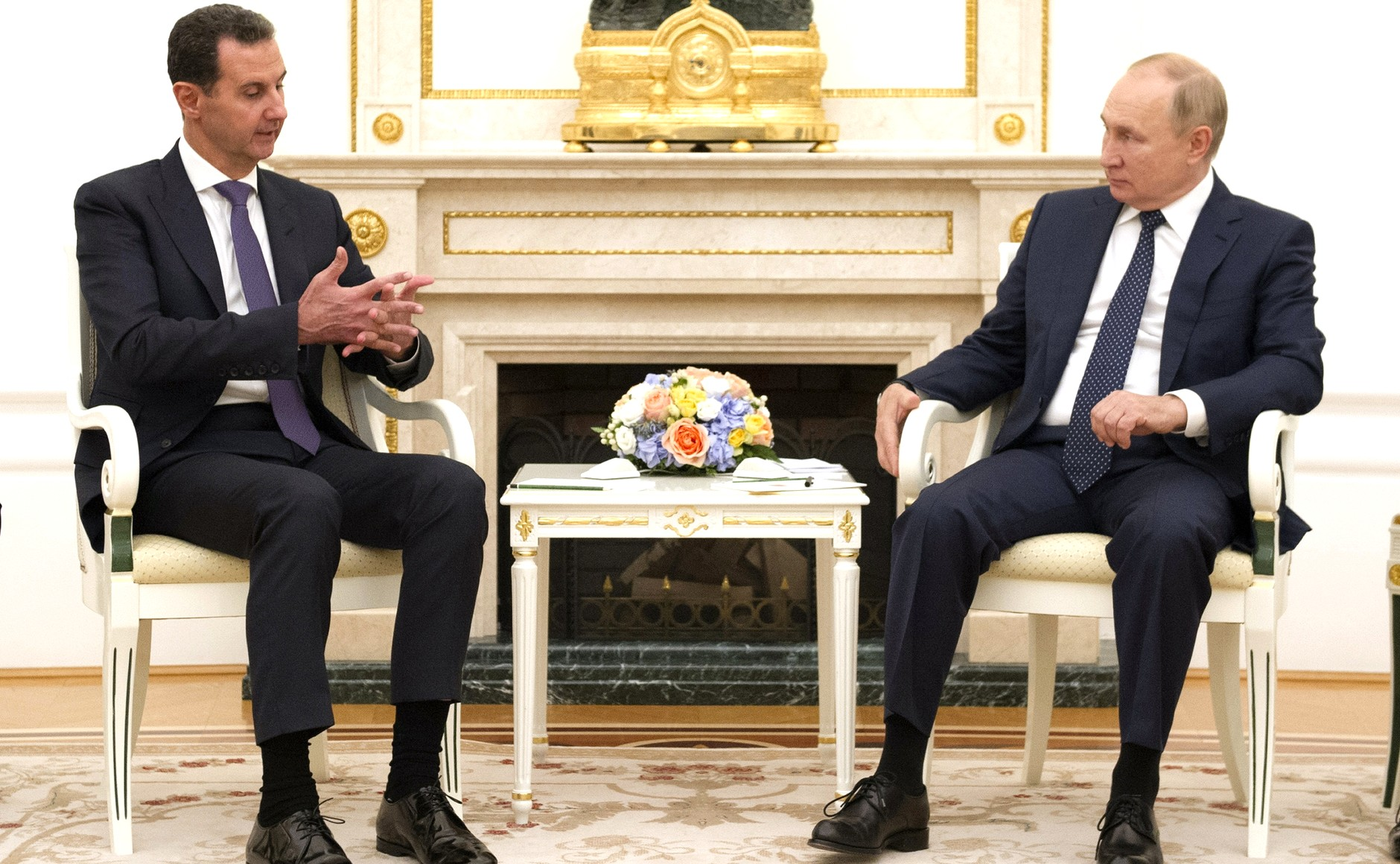
Assad und der russische Präsident Wladimir Putin in Moskau, September 2021.

Ende November 2024 begann das in der Provinz Idlib herrschende syrische Militärbündnis Haiʾat Tahrir asch-Scham in Kooperation mit dem Rebellenbündnis SNA eine Großoffensive in Richtung der syrischen Hauptstadt Damaskus. Beide Rebellengruppen waren in den Jahren zuvor von der Türkei mit Waffen ausgestattet worden und hatten die Offensive über Monate hinweg geplant. In der Nacht vom 7. Dezember auf den 8. Dezember 2024 floh Assad kurz vor der Einnahme von Damaskus aus dem Land. Am Abend des 8. Dezember 2024 gaben russische Medien bekannt, dass er sich mit seiner Familie in Moskau befinde und Asyl erhalten habe. Das russische Außenministerium erklärte, dass Assad entschieden habe, als Staatspräsident abzutreten. Seine Frau und die drei Kinder hatten sich bereits wenige Tage nach Beginn der Rebellenoffensive nach Russland abgesetzt.

### Persönliches
Assad heiratete im Dezember 2000 seine langjährige Freundin Asma Fauaz al-Akhras (* 11. August 1975). Das Paar hat drei Kinder, Sohn Hafiz (* 3. Dezember 2001), Tochter Zein (* 5. November 2003) und Sohn Karim (* 16. Dezember 2004). Trotz wiederkehrender Berichte über Eheprobleme scheint Asma insgesamt einen bedeutenden Einfluss auf ihren Ehemann entfaltet zu haben, war aber offiziell nicht in den politischen Entscheidungsprozess eingebunden.
Assad spricht Arabisch, fließend Englisch und ein wenig Französisch.

## Einordnung zu Regierungsstil, Kriegsverbrechen und Rezeption

### Einordnung und Kriegsverbrechen
Die Herrschaftsform seiner Familie über Syrien charakterisieren Politikwissenschaftler als Diktatur. Assad setzte die Streitkräfte Syriens ohne Rücksicht auf die Zivilbevölkerung im Inland ein. Unter der Herrschaft Assads und seiner Familie sind systematische Entführungen, Morde und Folter durch die Streitkräfte Syriens, den syrischen Nachrichtendienst und den militärischen Geheimdienst belegt. Laut dem Syrischen Netzwerk für Menschenrechte (SNHR) wurden im syrischen Bürgerkrieg bis Juli 2024 insgesamt 231.496 Zivilisten getötet. Der Tod von 201.290 Zivilisten (87 % der zivilen Todesopfer) ist dabei laut SNHR auf die syrischen Streitkräfte und iranische Pro-Assad-Kräfte zurückzuführen.
Im Dezember 2013 erklärte die Hohe Kommissarin der Vereinten Nationen für Menschenrechte, dass Assad Kriegsverbrechen autorisiert habe. Baschar al-Assad hat im Jahr 2016 Vorwürfe von Kriegsverbrechen zurückgewiesen und die militärischen Interventionen einiger Staaten im syrischen Bürgerkrieg kritisiert, da diese ihm zufolge darauf abzielten, einen Regierungswechsel in Syrien herbeizuführen. Der deutsche Generalbundesanwalt sowie die französische Staatsanwaltschaft ermitteln dazu, u. a. nach dem Weltrechtsprinzip. Ein erstes bestätigendes Urteil wurde im Jahr 2022 gefällt. Weitere Ermittlungen laufen.

### Rezeption bei Rechtsextremen
Assad genießt spätestens seit Ausbruch des Bürgerkriegs 2011 große Beliebtheit im rechtsextremen Spektrum. Zu seinen Unterstützern gehört der ehemalige NPD-Chef Udo Voigt, der mit einer Delegation mehrfach nach Damaskus reiste. Der rechte Flügel der AfD sah in Assad einen Partner bei der Rückführung syrischer Flüchtlinge. Abgeordnete wie Hans-Thomas Tillschneider riefen offen zur Solidarität mit Assad auf. Die AfD bekräftige ihre Unterstützung für Assad mit einem Besuch in Syrien im März 2018.
Auch in der amerikanischen Alt-Right-Bewegung wird Assad geschätzt. Der Alt-Right-Aktivist Richard Spencer erklärt das damit, dass Assad der „Sündenbock in den Mainstream-Medien und klares Ziel des Deep State, des militärisch-industriellen Komplexes und des außenpolitischen Establishments“ sei. Ferner erfuhr Assad Unterstützung vom amerikanischen Neonazi und ehemaligen Ku-Klux-Klan-Mitglied David Duke.

## Ehrungen und Auszeichnungen
- Frankreich 2001 für versprochene Reformen erhalten, 2018 vor Aberkennung am 19. April zurückgegeben: Großkreuz der Ehrenlegion[90][91]
- Ukraine 2002: Orden des Fürsten Jaroslaw des Weisen I. Klasse[92], am 18. März 2023 von Präsident Wolodymyr Selenskyj aberkannt
- Russland 2005: Ehrendoktorwürde des Staatlichen Moskauer Instituts für Internationale Beziehungen[93]
- Vereinigte Arabische Emirate 2008: Zayed-Orden[94]
- Finnland 2009: Großkreuz des Ordens der Weißen Rose[95]
- Saudi-Arabien 2009: König-Abd-al-Aziz-Orden[96]
- Venezuela 2010: Orden des Befreiers[97]
- Brasilien 2010: Großkreuz des Ordens vom Kreuz des Südens[98]
- Libanon 2010: Nationaler Zedern-Orden[99]
- Iran 2010: Orden der Islamischen Republik Iran[100]
- Italien 2010: Großkreuz des Verdienstordens der Italienischen Republik, 2012 aberkannt[101]